# اولف هوفمن
اولف هوفمن (به انگلیسی: Ulf Hoffmann) ژیمناست زادهٔ ۸ سپتامبر ۱۹۶۱ میلادی اهل کشور آلمان شرقی است.